# Nicholas D′Agostino (labdarúgó)
Nicholas D′Agostino (Gold Coast, 1998. február 25. –) ausztrál válogatott labdarúgó, a norvég Viking csatárja.

## Pályafutása

### Klubcsapatokban
D′Agostino az ausztráliai Gold Coast városában született. Az ifjúsági pályafutását a Brisbane Roar akadémiájánál kezdte.
2016-ban mutatkozott be a Brisbane Roar első osztályban szereplő felnőtt keretében. 2018-ban a Perth Glory szerződtette. 2021-ben a Melbourne Victory-hoz igazolt. 2023. február 13-án négyéves szerződést kötött a norvég első osztályban érdekelt Viking együttesével. Először a 2023. április 10-ei, Rosenborg ellen 1–0-ra elvesztett mérkőzés 67. percében, Sander Svendsen cseréjeként lépett pályára. Első gólját 2023. április 30-án, HamKam ellen hazai pályán 7–3-as győzelemmel zárult találkozón szerezte meg.

### A válogatottban
D′Agostino az U23-as korosztályú válogatottban is képviselte Ausztráliát. Tagja volt a 2020-as tokiói olimpiára küldött nemzeti keretnek is.
2022-ben debütált a felnőtt válogatottban. Először a 2022. március 29-ei, Szaúd-Arábia ellen 1–0-ra elvesztett mérkőzés félidejében, Bruno Fornarolit váltva lépett pályára.

## Statisztikák
2023. augusztus 6. szerint
| Klub              | Szezon   | Osztály     | Bajnokság | Bajnokság | Kupa  | Kupa | Nemzetközi | Nemzetközi | Összesen | Összesen |
| Klub              | Szezon   | Osztály     | Meccs     | Gól       | Meccs | Gól  | Meccs      | Gól        | Meccs    | Gól      |
| ----------------- | -------- | ----------- | --------- | --------- | ----- | ---- | ---------- | ---------- | -------- | -------- |
| Brisbane Roar     | 2015–16  | A-League    | 1         | 0         | 0     | 0    | —          | —          | 1        | 0        |
| Brisbane Roar     | 2016–17  | A-League    | 8         | 2         | 0     | 0    | —          | —          | 8        | 2        |
| Brisbane Roar     | 2017–18  | A-League    | 9         | 0         | 0     | 0    | 6          | 0          | 15       | 0        |
| Brisbane Roar     | 2018–19  | A-League    | 17        | 1         | 0     | 0    | —          | —          | 17       | 1        |
| Brisbane Roar     | Összesen | Összesen    | 35        | 3         | 0     | 0    | 6          | 0          | 41       | 3        |
| Perth Glory       | 2019–20  | A-League    | 12        | 3         | 1     | 0    | —          | —          | 13       | 3        |
| Perth Glory       | 2020–21  | A-League    | 16        | 5         | 0     | 0    | 2          | 0          | 18       | 5        |
| Perth Glory       | Összesen | Összesen    | 28        | 8         | 1     | 0    | 2          | 0          | 31       | 8        |
| Melbourne Victory | 2021–22  | A-League    | 26        | 10        | 3     | 2    | —          | —          | 29       | 12       |
| Melbourne Victory | 2022–23  | A-League    | 12        | 3         | 0     | 0    | 1          | 2          | 13       | 5        |
| Melbourne Victory | Összesen | Összesen    | 38        | 13        | 3     | 2    | 1          | 2          | 42       | 17       |
| Viking            | 2023     | Eliteserien | 17        | 2         | 3     | 1    | —          | —          | 20       | 3        |
| Összesen          | Összesen | Összesen    | 118       | 26        | 7     | 3    | 9          | 2          | 134      | 31       |

### A válogatottban
| Válogatott | Év       | Pályára lépés | Gól |
| ---------- | -------- | ------------- | --- |
| Ausztrália | 2022     | 2             | 0   |
| Összesen   | Összesen | 2             | 0   |

## Sikerei, díjai
Melbourne Victory
- Ausztrál Kupa
  - Győztes (1): 2021